# Forbrydelse og straf i Grønland
Forbrydelse og straf i Grønland er en dokumentarfilm fra 2002 instrueret af Sasha Snow efter manuskript af David Katznelson, Sasha Snow.

## Handling
Ilulissat er Grønlands tredjestørste by, beliggende i Nordgrønland. Et samfund af jægere og fiskere, en lægdommer og en meget høj rate af voldelig kriminalitet. Naalu Jeremiassen, mor til fire børn, og Jens Reimer, er begge i detentionen. Hun har dræbt sin mand, han har slået sin kone fordærvet. Ingen af dem kan huske, hvad der præcist skete. "I princippet kan vi jo ikke bare sætte folk uden for samfundet. Vi har brug for alle og bliver nødt til at acceptere dem, der nu en gang er her", siger lægdommeren. I det lille samfund har der været tradition for i høj grad at tilgive dem, der 'begik fejl'. Nu er den traditionelle livsstil ved at dø ud, og i fremtiden er der måske ikke plads til så meget tolerance. Dokumentarfilmen belyser det grønlandske retssystem og følger efterforskningen og de to fængslede frem til domsafsigelsen.